# Agustín Remiro Manero
Agustín Remiro Manero (Épila, Saragossa, 28 d'agost de 1904 - Madrid, 21 de juny de 1942). Va ser membre de la CNT, milicià en la Guerra Civil espanyola, militar en l'Exèrcit Republicà i, després del desenllaç de la Guerra Civil, membre de la resistència antifranquista.

## Biografia
Agricultor i treballador temporer en la Sucrera d'Épila. Afiliat a la CNT en 1919. Complert el servei militar a Àfrica va tornar a Épila on va formar part d'un grup d'afinitat anarquista. Després del cop d'estat del 18 de juliol de 1936 es va incorporar a la Columna Durruti i, més tard, a la Columna Ortiz (comandada per Antoni Ortiz Ramírez); al capdavant dels grups guerrillers "La Noche" i "Los Iguales" va creuar en diferents ocasions la línia del front per sabotejar a les forces de Franco, particularment ponts, vies fèrries i grans infraestructures, i procurar l'evasió d'algunes famílies que desitjaven passar a zona republicana en accions qualificades per Antonio Ortiz "d'altíssim risc i fins i tot temeràries". Després de la dissolució de les milícies i del Consell Regional de Defensa d'Aragó (agost de 1937) passa al XXI Cos de l'Exèrcit republicà. Va intervenir en l'ofensiva sobre Saragossa, en la presa del vèrtex geodèsic de Sillero, en les batalles de Belchite i de Terol. La militarització imposada pel govern republicà després dels fets de maig de 1937 a Barcelona va comportar serioses tensions entre els comandaments militars i les milícies anarquistes, a les quals els homes de l'anomenat Batalló Remiro, compost per uns 470 homes, tots voluntaris, majoritàriament evadits de la zona franquista, anarcosindicalistes i aragonesos, no van ser aliens. La creixent burocratització i la presència de comissaris polítics van comportar diferents reestructuracions del Batalló i el desplaçament de les seves forces, cada vegada més febles, cap a Lleida.
Quan es va fer palès la derrota, Remiro va passar a França, on va ser internat en el camp de concentració d'Argelers i en el de Maseras. Al juny de 1939 es va entrevistar amb Francisco Ponzán Vidal, qui li va proposar participar en l'evasió d'Espanya d'alguns companys en perill. D'aquesta manera, el 3 de setembre de 1939 va estar a Berga, en la seva primera acció post-bèl·lica en territori espanyol. A partir de llavors va col·laborar estretament amb Ponzán i per extensió amb els serveis secrets aliats; per a això va entrar a Espanya en diferents cops.
En 1941 va estar a Barcelona, Saragossa, Madrid, La Corunya i Vigo realitzant una labor de correu per als serveis secrets britànics que havia de culminar en l'Ambaixada anglesa de Lisboa. El 26 de gener de 1941 va ser detingut a Portugal per la PIDE (policia política portuguesa) que després de requisar-li tota la documentació el va posar en mans de la policia franquista.
El 27 d'abril de 1942 va ser condemnat a mort en un consell de guerra celebrat a Madrid. Remiro va poder escriure algunes cartes als seus companys i amics; en una d'elles dirigida als homes del Grup Ponzán, denunciava que els britànics l'havien abandonat a la seva sort i els alertava dels seus tèrbols interessos i de l'aprofitament que feien d'homes com ell, disposats a córrer riscos per lluitar contra el règim de Franco. El dia de la seva mort va intentar l'evasió al costat d'altres condemnats; descobert pels guàrdies alertats per uns veïns, va resultar greument ferit pels trets però malgrat això va aconseguir arribar fins a una casa propera on es va ocultar però a la que van acabar arribant les patrulles que van sortir en la seva persecució. Veient-se sense escapatòria possible, Remiro es va suïcidar saltant per una finestra des d'un quart pis.